# 170-179
De jaren 170-179 (van de christelijke jaartelling) zijn een decennium in de 2e eeuw.

## Belangrijke gebeurtenissen

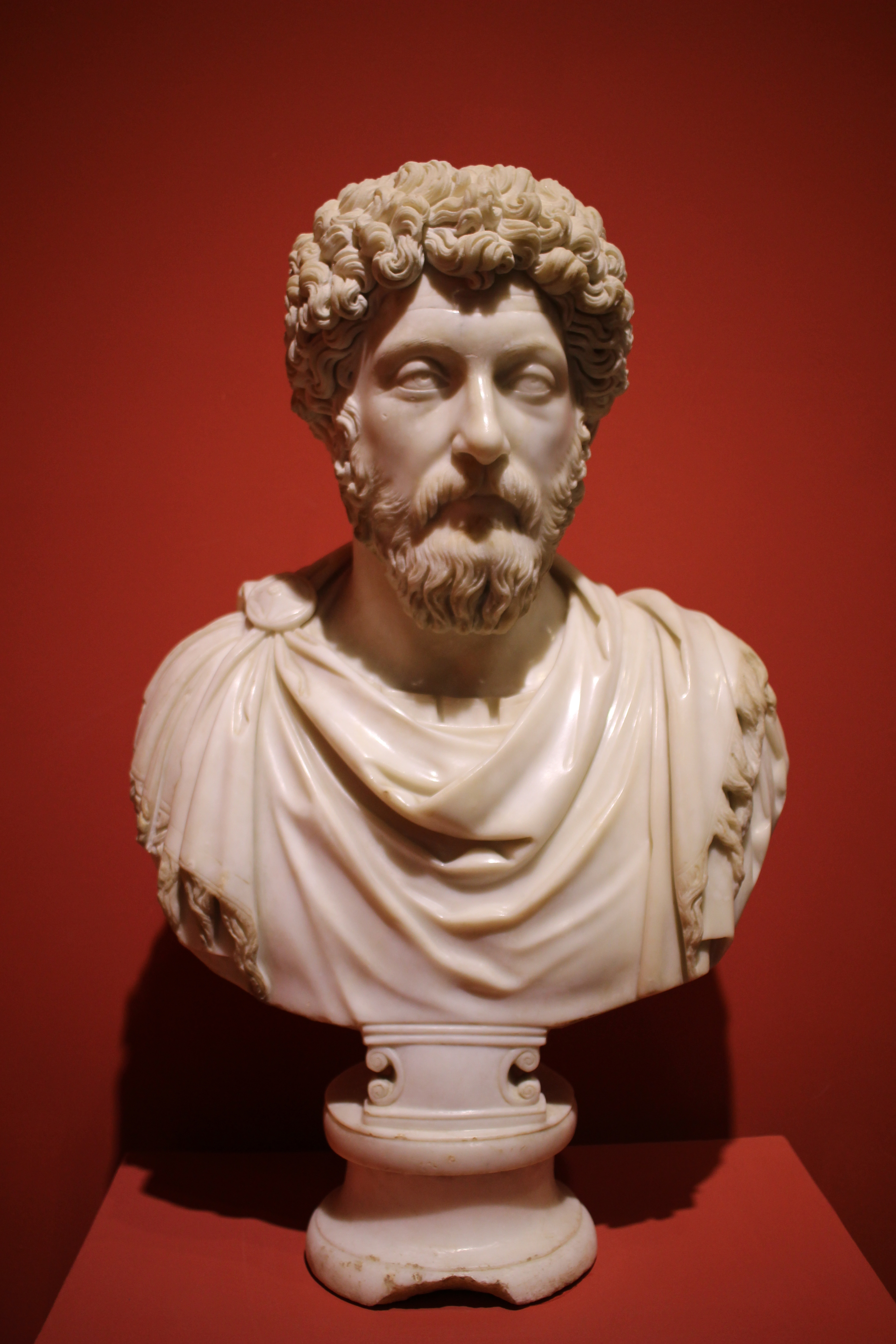
Buste van de Romeinse keizer Marcus Aurelius

- 170: Slag bij Carnuntum. De Romeinen lijden een zware nederlaag in de Marcomannenoorlog. Germaanse stammen breken door tot Noord-Italië.
- 171-172: Onder de leiding van Tiberius Claudius Pompeianus en zijn generaal Pertinax, de toekomstige keizer, slaagden de Romeinen erin de Marcomannen terug over de Donaulimes te drijven.
- 175: Na een campagne tegen de Jazygen eindigt de Eerste Marcomannenoorlog.
- 175 : Generaal Avidius Cassius, na valse geruchten, grijpt de macht.
- 177: Commodus krijgt de titel Augustus en wordt medekeizer naast Marcus Aurelius.
- 178: Begin van de Tweede_Marcomannenoorlog.

## Kunst en cultuur

## Geboren
- 170: Julia Domna, toekomstige keizerin van Rome en vrouw van Septimius Severus

<< · 170 · 171 · 172 · 173 · 174 · 175 · 176 · 177 · 178 · 179 · >>
<< · 100-109 · 110-119 · 120-129 · 130-139 · 140-149 · 150-159 · 160-169 · 170-179 · 180-189 · 190-199 · >>